# Anohni
Anohni Hegarty (Chichester, Inglaterra, 24 de octubre de 1971), más conocida como Anohni (estilizado como ANOHNI), es una cantante, compositora y artista visual británica, más conocida como cantante y líder de la banda  ANOHNI and the Johnsons.

## Biografía
Anohni nació en Chichester, West Sussex, Inglaterra en 1971. El 1977, su familia se trasladó a Ámsterdam y en 1981 a EE. UU, a la zona de la bahía de San Francisco en California, donde creció. Como adolescente recibió influencias de Kate Bush así como del género británico synthpop, en particular, de cantantes como Marc Almond, Alison Moyet y Boy George y recibió una importante influencia de estrellas del underground como Diamanda Galás, Rozz Williams, Divine y Klaus Nomi y otros cantantes americanos como Nina Simone, Otis Redding y Donny Hathaway.
En 1990, Anohni se trasladó a Manhattan para asistir a la Sección de Teatro Experimental de la Universidad de Nueva York y fundó el grupo de performance artístico colectivo Blacklips con Johanna Constantine como socia creativa. Dedicó los siguientes años como cantante en after-hours y clubes que utilizaban música de acompañamiento prerregistrada en casetes y también escribió y dirigió producciones de teatro nocturno.
Anohni es transgénero y utiliza el femenino para autorreferirse. En una entrevista con Flavorwire en noviembre de 2014 declaró "Mis amigos más cercanos y familia usan el pronombre femenino para referirse a mí. No le he pedido a la prensa que lo haga de una forma específica... En mi vida personal prefiero "ella". Pienso que las palabras son importantes. Llamar a una persona por su género escogido es honorar su espíritu, su vida y su contribución. "Él" es un pronombre invisible para mí, me niega."

## Antony and the Johnsons
Tras obtener, en 1996, una beca de la Fundación de las Artes de Nueva York para producir "El Nacimiento de Anna Franck/La Ascensión de Marsha P. Johnson" en Espacio de Actuación 122 Anohni solicitó músicos acompañantes para grabar unas canciones que había escrito a comienzo de los años 1990. El grupo actuó por primera vez como "Antony and the Johnsons" en The Kitchen una parte de la instalación de William Basinski "Vida en Marte" de 1997. El 1999, el grupo empezó a actuar más frecuentemente en locales como "Joe's Pub" y "The Knitting Factory" de Nueva York.
El músico experimental británico David Tíbet de Current 93 escuchó la grabación y le ofreció su lanzamiento a través de su etiqueta Durtro; el álbum de debut, Antony and the Johnsons, fue publicado en el 2000. El año siguiente, Anohni lanzó un EP a través de Durtro, Y Fell in Love with a Dead Boy, el cual, además de la pista del título, incluía un cover de la canción de David Lynch/Angelo Badalamenti "Mysteries of Love", y la canción de Current 93, "Soft Black Stars".
El álbum de 2005 de Antony and the Johnsons, I Am a Bird Now, incorporaba artistas invitados como Lou Reed, Boy George, Rufus Wainwright y Devendra Banhart. El álbum fue publicado en Norteamérica por Secretly Canadian Records y en Europa por Rough Trade. Recibió bastantes elogios y ganó el prestigioso premio Mercury del Reino Unido y fue nombrado Álbum del Año por la revista Mojo. La banda fue de gira por Norteamérica, Europa, Australia y parte de América del Sur durante un año y medio con el álbum Y am a Bird Now. La canción "Bird Gerhl" fue incluida a la banda sonora de la película V de Vendetta.
El grupo colaboró con el realizador de cine experimental Charles Atlas y presentó TURNING en noviembre de 2006 en Roma, Londres, París, Madrid y Braga. El concierto contó con retratos de vídeo en directo de algunas de las mujeres más enigmáticas de la ciudad de Nueva York. The Guardian definió la pieza como "frágil, una afirmación de vida y verdaderamente maravillosa (cinco estrellas)". Le Monde en París aclamaba TURNING como un "Concierto de manifiesto transexual".
El EP de 5 canciones Another World fue lanzado el 7 de octubre de 2008. El tercer álbum de Antony and the Johnsons, The Crying Light, fue publicado el 19 de enero de 2009. El álbum llegó a número 1 en el europeo Billboard charts. Anohni ha descrito el tema del álbum como "relativo a un paisaje y al futuro." El álbum fue mezclado por Bryce Goggin e incluye arreglos de Nico Muhly. Ann Power escribió en LA Times en línea, que el álbum "es la declaración ambientalista más personal posible, que produce una conexión imprevista entre las políticas de identidad de la cultura gay y el movimiento verde. Como música, es simplemente exquisita - más controlada y considerada que cualquiera de las que el grupo ha hecho y puedo aseguraros que permanecerá en la mente de los oyentes."
Después de ir de gira por toda Norteamérica y Europa promocionando su álbum nuevo, el grupo presentó un único espectáculo de The Crying Light con la Manchester Camerata en la Manchester Opera House, en el Manchester International Festival de 2009. La sala de concierto fue transformada en una cueva de cristal llenada con efectos de láser creados por el artista Chris Levine.
Antony and the Johnsons han presentado conciertos con sinfónicas de toda Europa durante el verano de 2009, incluida la Orquesta de la Ópera de Lyon, la Orquesta Metropole, la Roma Sinfonietta y la Orquesta del Festival de Jazz de Montreux. En la Salle Playel de París, Anohni apareció con un vestido diseñado por Riccardo Tisci de Givenchy.

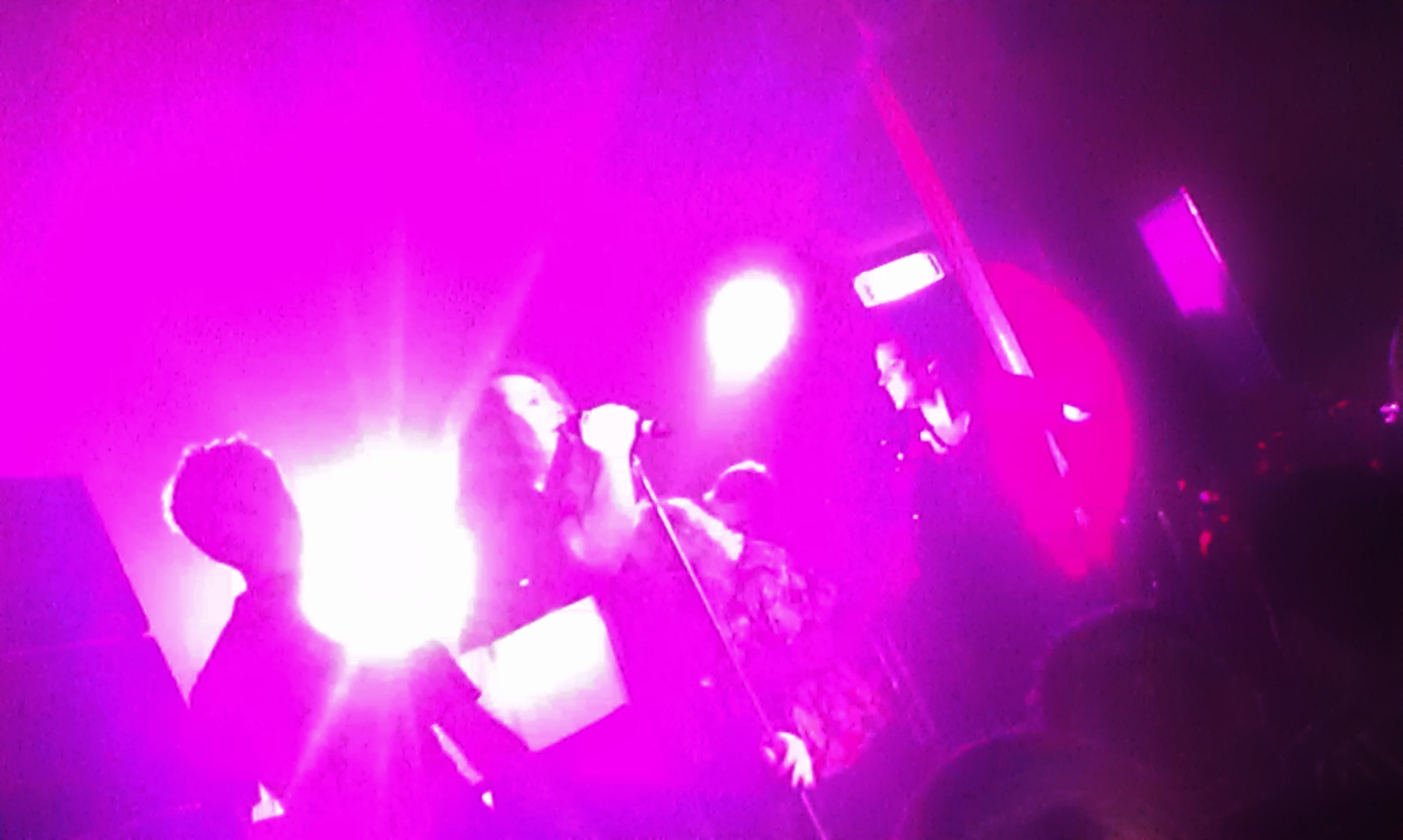
Anohni cantando "Blind" como parte del grupo Hercules and Love Affair durante el Meltdown Festival de 2012 en el Southbank Centro de Londres

En el otoño de 2010 se lanzó el EP Thank You For Your Love y, en octubre, el álbum Swanlights a través de Secretly Canadian Recuerdos y Rough Trade. Abrams Books también publicó una edición del libro Swanlights con dibujos y collages de Antony y fotografías de Don Felix Cervantes. A finales de octubre Anohni actuó en un concierto especial en el Lincoln Center de la ciudad de Nueva York para conmemorar la vida de Kazuo Ohno, muerto en junio de 2010.
El enero de 2011, Anohni fue invitada a "Winterguest", un programa de la televisión holandesa -canal VPRO- donde fue entrevistada por Leon Verdonschot hablando sobre sus puntos de vista políticos y ecológicos en referencia a diferentes fragmentos de películas.
Anohni actuó en una conferencia TED a Long Beach el 2011 en una sesión de "Colaboración Radical".
En enero de 2012, el Museo de Arte Moderno de Nueva York encargó a Antony and the Johnsons la realización de un espectáculo al Radio City Music Hall basado en el álbum "Swanlights", una colaboración con el artista láser Chris Levine y el escenógrafo Carl Robertshaw. La actuación fue anunciada por el New York Times en una revisión por Jon Parales titulada "Críes From the heart, Crashing Like Waves". Esta colaboración fue también presentada en la Royal Opera House de Londres en 2013 y en el Teatro Real de Madrid el 2014.
En agosto de 2012 publicaron un álbum sinfónico en directo que titularon Cut The World grabado con la Orquesta radiofónica danesa. El álbum presenta una pieza hablada denominada "el futuro feminismo" donde Anohni elabora su visión de la conexión entre feminismo y ecología. También se ha producido un vídeo de la canción "Cut the world" dirigido por Nabil y en el que participaban Willem Dafoe, Carice Van Houten y Marina Abramović.
Anohni fue "invitada de honor" del Melbourne Festival de octubre de 2012, presentando una reescenificació del espectáculo "Swanlights", así como una participación en el proyecto de vídeo inmersivo titulado Coral Rekindling Venus de la artista australiana Lynette Wallworth. También se realizó Paradise, una exposición de los dibujos y collages de Anohni al Artes Centre Melbourne.

## Anohni
El 23 de febrero de 2015, Anohni anunció su quinto álbum Hopelessness en la página web del grupo y en la cuenta de Facebook. Coproducido por Anohni, Oneohtrix Point Never y Hudson Mohawke, es su primer álbum publicado bajo el nombre Anohni. En el anuncio, Anohni describió el álbum como "un registro electrónico con algunos dientes afilados". En este trabajo denuncia el ecocidio, la pena de muerte, el capitalismo, Obama, el machismo, la violencia o la guerra.

## Discografía
Con Antony and the Johnson
- Antony and the Johnsons (2000)
- I Am A Bird Now (2005)
- The Crying Light (2009)
- Swanlights (2010)

Como Anohni
- Hopelessness (2016)
- My Back Was a Bridge For You To Cross (2023)

## Colaboraciones musicales
| Canción                                        | Álbum                                                    | Artista                             | Año  |
| ---------------------------------------------- | -------------------------------------------------------- | ----------------------------------- | ---- |
| "Blood donde the Door"                         | Breadcrumb Sins                                          | Jamie Saft                          | 2002 |
| "You Stand Above Me" – Antony (1:36)           | Live at St. Olaves                                       | split EP with Current 93            | 2003 |
| "The Lake" – Antony (4:48)                     | Live at St. Olaves                                       | split EP with Current 93            | 2003 |
| "Cripple and the Starfish" – Antony (4:51)     | Live at St. Olaves                                       | split EP with Current 93            | 2003 |
| "Perfect Day"                                  | The Raven                                                | Lou Reed                            | 2003 |
| "Candy Says"                                   | Animal Serenade                                          | Lou Reed                            | 2004 |
| "A Little Bit of Time"                         | Red Tapo                                                 | Brooks                              | 2004 |
| "Old Whore's Diet"                             | Want Two                                                 | Rufus Wainwright                    | 2004 |
| "Beautiful Boyz"                               | Noah's Ark                                               | CocoRosie                           | 2005 |
| "Happy Xmas (War is over)" with Boy George     | Help!: A Day in the Life                                 | War Child album                     | 2005 |
| "Idumea" / "The Beautiful Dancing Dust"        | Black Ships Ate the Sky                                  | Current 93                          | 2006 |
| (several)                                      | Songs from the Coalmine Canary                           | Little Annie                        | 2006 |
| "Semen Song for James Bidgood"                 | The Rose Has Teeth in the Mouth of a Beast               | Matmos                              | 2006 |
| "I Defy"                                       | Real Life                                                | Joan as Policewoman                 | 2006 |
| "If It Be Your Will"                           | Leonard Cohen: I'm Your Man                              | Leonard Cohen tributo               | 2006 |
| "One More Try"                                 | Dial 0                                                   | My Robot Friend                     | 2006 |
| "Living The Blues"                             | Trouble: The Jamie Saft Trio Plays Bob Dylan             | Jamie Saft Trio                     | 2006 |
| "Lowlands Low"                                 | Rogue's Gallery: Pirate Ballads, Sea Songs, and Chanteys | Bryan Ferry                         | 2006 |
| "Leave Her Johnny"                             | Rogue's Gallery: Pirate Ballads, Sea Songs, and Chanteys | Lou Reed                            | 2006 |
| "Keep in Touch"                                | Speaks Volumes                                           | Nico Muhly                          | 2006 |
| "The Dull Flame of Desire" / "My Juvenile"     | Volta                                                    | Björk                               | 2007 |
| "The Ballad of the Sad Young Men"              | Stardom Road                                             | Marc Almond                         | 2007 |
| "Beauty"                                       | Versatile Heart                                          | Linda Thompson                      | 2007 |
| "Knocking on Heaven's Door"                    | I'm Not There                                            | soundtrack                          | 2007 |
| (todos)                                        | The Snow Abides                                          | Michael Cashmore                    | 2007 |
| "God With No Tear"                             | Visionaire                                               | 53 Sound                            | 2007 |
| "Del suo veloce volo"                          | Fleurs 2                                                 | Franco Battiato                     | 2008 |
| "Ooh Baby Baby"                                | Easy Come, Easy Go                                       | Marianne Faithfull                  | 2008 |
| "Will I Ever Learn"                            | Was muss muss                                            | Herbert Grönemeyer                  | 2008 |
| "Be Good To Earth This Season" w/Kría Brekkan  | split 7" single                                          | Reverend Green                      | 2008 |
| "I Was Young When I Left Home"                 | Dark Was The Night                                       | charity album                       | 2009 |
| "Forgiveness"                                  | Heart                                                    | Elisa                               | 2009 |
| "Nessun Dorma"                                 | Lavazza campaign                                         | with The Roma Sinfonietta Orchestra | 2009 |
| "Stranger Perfumes" & "Another Day in America" | Homeland                                                 | Laurie Anderson                     | 2010 |
| "Fletta"                                       | Swanlights                                               | Björk                               | 2010 |
| "Returnal"                                     | Returnal                                                 | Oneohtrix Point Never               | 2010 |
| "Who am I to feel so free?"                    | MEN                                                      | Talk About Body                     | 2011 |
| "Prisoner of Love"                             | See the Light                                            | Jessica 6                           | 2011 |
| "Tearz For Animals"                            | We Are on Fire – Single                                  | CocoRosie                           | 2012 |
| "Particle of Light"                            | See You on the Ice                                       | Carice van Houten                   | 2012 |
| "Poison"                                       | Tales of a GrassWidow                                    | CocoRosie                           | 2013 |
| "Mourned Winter Then"                          | I Am the Last of All the Field That Fell: A Channel      | Current 93                          | 2014 |
| "Atom Dance"                                   | Vulnicura                                                | Björk                               | 2015 |
| "Indian Steps"                                 | Lantern                                                  | Hudson Mohawke                      | 2015 |

Además del grupo Antony and the Johnsons, Anohni ocasionalmente colabora con otros músicos. En 2003 trabajó con Lou Reed cómo vocalista de acompañamiento en la gira Animal Serenade y participaba en algunas piezas del álbum de Reed The Raven. Cantó como acompañamiento coral (con Sharon Jones y un coro de niños) en la primera actuación completa de Lou Reed, de su álbum Berlín en el St. Ann's Warehouse de Nueva York en diciembre de 2006 y a The State Theatre de Sídney, Australia el enero de 2007.
Anohni cantó "If It Be Your Will" en el concierto "Came So Far For Beauty" de Hal Willner en el Palacio de la Ópera de Sídney en 2005; esta actuación fue incorporada posteriormente a la película Leonard Cohen: I'm Your Man, un tributo a Leonard Cohen.
El 2006, colaboró con la islandesa Björk en sesiones de grabaciones en Jamaica e Islandia. Las canciones, "The Dull Flame of Desire" y "My Juvenile" fueron presentadas en su álbum del 2007, Volta. Cantó haciendo dúo en varios conciertos de Björk, incluyendo los de Londres, Reikiavik y Nueva York.
También en 2006 coprodujo Songs from Coalmine Canary de Little Annie, donde tocaba el piano, hacía acompañamiento vocal, y coescribió varias canciones del álbum. La canción "Strangelove", escrita por Anohni y Little Annie, fue utilizada como banda sonora en los anuncios de "Dangerous Liaisons" de la campaña de 2007, obteniendo varios premios, incluyendo el León de Bronce en el Cannes Lions International Festival of Creativity de 2007 por el "Mejor uso de la música".
El 2008, Anohni estuvo presente en cinco pistas del álbum homónimo de Hercules and Love Affair, especialmente con "Blind", que fue votada como la mejor pieza de 2008 por Pitchfork Media y la número 2 de los "10 Mejores Singles de 2008" votación realizada por la revista Entertainment Weekly.
Anohni trabajó con Bernard Butler en algunas sesiones acústicas para la emisora de radio XFM. En junio de 2009, apareció en directo con Yoko Ono y la Plastic Ono Banda en Meltdown de Ornette Coleman a Royal Festival Hall, cantante "Toyboat" de Ono. El mismo año, colaboró con Bryce Dessner en la canción de Bob Dylan Y Was Young When Y Left Hombre para el álbum en beneficio de la lucha contra el sida, Dark Was the Night, producido por la Red Hot Organization.
En 2022, Anohni colabora estrechamente con Hercules and Love Affair y canta seis canciones en su álbum In Amber, seis canciones que escribieron juntos. Anohni canta notablemente en "Poisonous Storytelling" y "One", que son dos de los sencillos del álbum In Amber. Para este disco, Anohni también ha querido colaborar con el baterista Budgie de los grupos Siouxsie and the Banshees y The Creatures, de los que es fan.

## Premios y distinciones
Premios Óscar
| Año  | Categoría              | Canción     | Película          | Resultado |
| ---- | ---------------------- | ----------- | ----------------- | --------- |
| 2016 | Mejor canción original | «Manta Ray» | Racing Extinction | Nominado  |